# Bergvallstjärnen
Bergvallstjärnen är en sjö i Härjedalens kommun i Hälsingland och ingår i Ljusnans huvudavrinningsområde. Sjön har en area på 0,0554 kvadratkilometer och ligger 269,2 meter över havet.

## Delavrinningsområde
Bergvallstjärnen ingår i det delavrinningsområde (689846-145391) som SMHI kallar för Inloppet i Kyrksjön. Medelhöjden är 284 meter över havet och ytan är 10,57 kvadratkilometer. Räknas de 79 avrinningsområdena uppströms in blir den ackumulerade arean 785,21 kvadratkilometer. Hoan som avvattnar avrinningsområdet har biflödesordning 2, vilket innebär att vattnet flödar genom totalt 2 vattendrag innan det når havet efter 208 kilometer. Avrinningsområdet består mestadels av skog (74 procent) och sankmarker (14 procent). Avrinningsområdet har 0,27 kvadratkilometer vattenytor vilket ger det en sjöprocent på 2,6 procent. Bebyggelsen i området täcker en yta av 0,22 kvadratkilometer eller 2 procent av avrinningsområdet.